# 액설 캐럴린
액설 캐럴린(영어: Axelle Carolyn, 1979년 4월 3일 ~ )은 벨기에의 전직 배우, 언론인인 영화 감독이다. 브뤼셀에서 태어났으며 미국을 중심으로 활동해왔다.

## 작품 목록

### 영화 출연
- 베니스 스틸 워터스 (2005, Bajo aguas tranquilas)
- 둠스데이: 지구 최후의 날 (2008)
- 디센트: Part 2 (2009)
- Psychosis (2009)
- 센츄리온 (2010) - 아에론 역
- Vision (2010) - 단편

### 영화 연출
- The Last Post (2011) - 단편
- The Halloween Kid (2011) - 단편
- Soulmate (2013) - 각본 겸임
- 테일즈 오브 할로윈 (2015년) - 각본, 제작 겸임